# 3. Festiwal Polskich Filmów Fabularnych w Gdańsku
3. Festiwal Polskich Filmów Fabularnych odbył się w 1976 w Gdańsku.

## Filmy konkursowe
Beniamiszek, reż. Włodzimierz Olszewski
Blizna, reż. Krzysztof Kieślowski
Con amore, reż. Jan Batory
Dulscy, reż. Jan Rybkowski
Hazardziści, reż. Mieczysław Waśkowski
Jarosław Dąbrowski, reż. Bohdan Poręba
Kazimierz Wielki, reż. Ewa Petelska i Czesław Petelski
Mazepa, reż. Gustaw Holoubek
Mgła, reż. Sylwester Szyszko
Motylem jestem czyli romans 40-latka, reż. Jerzy Gruza
Niedzielne dzieci, reż. Agnieszka Holland
Ocalić miasto, reż. Jan Łomnicki
Partita na instrument drewniany, reż. Janusz Zaorski
Personel, reż. Krzysztof Kieślowski
Podejrzany, reż. Roman Załuski
Przepraszam, czy tu biją?, reż. Marek Piwowski
Rodzina, reż. Jacek Mierosławski
Skazany, reż. Andrzej Trzos-Rastawiecki
Smuga cienia, reż. Andrzej Wajda
W domu, reż. Andrzej Barański
W środku lata, reż. Feliks Falk
Wielki układ, reż. Andrzej J. Piotrowski
Zagrożenie, reż. Wacław Florkowski
Zawiłość uczuć, reż. Leon Jeannot
Zawodowcy, reż. Feridun Erol
Zielone – minione..., reż. Gerard Zalewski
Żelazna obroża, reż. Stanisław Lenartowicz

## Filmy pozakonkursowe
Brunet wieczorową porą, reż. Stanisław Bareja
Doktor Judym, reż. Włodzimierz Haupe
Krótkie życie, reż. Zbigniew Kuźmiński
Mniejszy szuka Dużego, reż. Konrad Nałęcki
Olśnienie, reż. Jan Budkiewicz

## Jury
- Jerzy Antczak (przewodniczący) – reżyser
- Jerzy Bajdor – dyrektor Departamentu Programowego NZK
- Zbigniew Chmielewski – reżyser
- Zbigniew Załuski – artysta plastyk,
- Wanda Jakubowska – reżyser,
- Zbigniew Klaczyński – krytyk filmowy,
- Stanisław Kuszewski – dziennikarz,
- Janusz Rolicki – publicysta
- Krzysztof Teodor Toeplitz – publicysta, krytyk filmowy
- Adam Walaciński – kompozytor
- Kazimierz Konrad – operator filmowy,
- Andrzej Łapicki – aktor,
- Zbigniew Safjan – literat, scenarzysta filmowy

## Laureaci
Grand Prix „Złote Lwy Gdańskie”: nie przyznano
- Nagrody Główne: Jan Łomnicki Ocalić miasto, Marek Piwowski Przepraszam, czy tu biją?, Andrzej Wajda Smuga cienia, Mieczysław Waśkowski Hazardziści

- Nagroda Specjalna Jury: Krzysztof Kieślowski Blizna
- Nagroda Główna w kategorii filmów telewizyjnych: Krzysztof Kieślowski Personel

Nagrody Indywidualne:
- najlepszy debiut w kategorii filmów telewizyjnych: Andrzej Barański W domu
- najlepszy scenariusz: Andrzej Trzos-Rastawiecki Skazany
- osiągnięcia aktorskie:
  - Aleksander Kalagin Jarosław Dąbrowski,
  - Andrzej Kopiczyński Motylem jestem, czyli romans 40-latka,
  - Zdzisław Kozień Skazany,
  - Franciszek Pieczka Blizna,
  - Franciszek Trzeciak Hazardziści
- najlepsze zdjęcia:
  - Sławomir Idziak Partita na instrument drewniany,
  - Stanisław Loth Beniamiszek
- najlepsza scenografia: Bolesław Kamykowski Zielone – minione...
- najlepsza muzyka: Piotr Figiel Przepraszam, czy tu biją?

Nagrody dziennikarzy:
- w kategorii filmów kinowych: Ryszard Czekała Zofia
- w kategorii filmów telewizyjnych: Krzysztof Kieślowski Personel